# Atlético Capitalino
El Atlético Capitalino Fútbol Club fue un equipo de fútbol de la Ciudad de México, que participaba en la Liga de Balompié Mexicano en la máxima categoría.

## Historia
El 16 de junio de 2020 la LBM da a conocer que Atlético Capitalino era uno de los equipos en proceso de registro para poder participar la liga. El 29 de junio se anunció a Eduardo Bacas como nuevo director técnico del equipo. A principios de julio los argentinos Claudio Martínez y Pablo Espíndola fueron anunciados como los primeros refuerzos. El equipo nace oficialmente el 3 de julio de 2020 como la décimo tercera franquicia fundadora de la nueva Liga de Balompié Mexicano.
El 17 de octubre de 2020 se presenta el debut oficial del equipo ante el Acapulco Fútbol Club, el cuadro capitalino consiguió su primera victoria al derrotar por 2-1 al equipo del puerto, el futbolista Francisco Flores anotó el primer gol en la historia de esta escuadra.
El 4 de enero de 2021 el equipo abandonó el primer torneo debido a la problemática vivida en la Ciudad de México como consecuencia de la pandemia de COVID-19, la cual afectó a la plantilla del club y llevó a la directiva a retirarse por no encontrar condiciones para seguir compitiendo en la temporada, para reincorporarse en el siguiente ciclo si existe una mejor situación sanitaria en la ciudad. En junio de 2021 se dio a conocer que el club se encontraba en trámites para integrarse en la Segunda División de México, perteneciente a la Federación Mexicana de Fútbol Asociación. Sin embargo, finalmente el 14 de julio el equipo anunció su continuidad en la Liga de Balompié Mexicano.
En la jornada 2, fue cesado del cargo como director técnico, Eduardo Bacas por los malos resultados y Ludovico Paulucci se quedó como interino.
Al terminar la segunda temporada el equipo consigue los peores resultados de la historia, al perder los 14 juegos de la liga de manera consecutiva.
En mayo de 2022 el Atlético Capitalino fue expulsado de la Liga de Balompié Mexicano por no cumplir con sus obligaciones como afiliado.

## Estadio
El 16 de junio de 2020, al mismo tiempo que se anunció que Atlético Capitalino gestionaba su ingreso a la LBM, se informó que sus partidos de local serían en el Estadio de la Ciudad de los Deportes. Sin embargo, la llegada del Atlante F. C. al mismo escenario complicó las posibilidades del Capitalino para utilizar el recinto de la Avenida Insurgentes, finalmente, el cuadro de la LBM eligió el Estadio Jesús Martínez "Palillo" como su sede para la temporada.
En su primera temporada el equipo jugó como local en el Estadio Jesús Martínez "Palillo" el cual es un recinto deportivo multiusos que se encuentra ubicado en la Ciudad Deportiva Magdalena Mixhuca, en la Ciudad de México. El estadio cuenta con gradas con capacidad de 6,000 espectadores así como un palco presidencial. Lleva el nombre de su principal patrocinador financiero, el actor cómico Jesús Martínez, más conocido como "Palillo".
A partir de la temporada 2021-2022 el equipo cambió su sede al Estadio Valentín González, el cual se encuentra localizado en la alcaldía Xochimilco de la Ciudad de México y tiene una capacidad para albergar a 5,000 espectadores.
La directiva del equipo mediante un comunicado informó sobre el desacuerdo que hubo con la Alcaldía de Xochimilco por el uso del inmueble, por lo cual se vio obligado a buscar otra sede a mitad de temporada. El presidente del club mediante una entrevista, declaró que empresarios y alcaldías se acercaron para llevar al equipo a jugar a lugares como Iztapalapa, Atitalaquia y Tecámac.
Finalmente el 29 de septiembre de 2021 el equipo hizo oficial su mudanza al municipio de Atitalaquia, Hidalgo, para establecer su sede en el Deportivo Atitalaquia.

## Indumentaria
El 3 de julio de 2020 el equipo presentó sus uniformes, el de local era un jersey con franjas blancas y negras verticales, mangas negras, short negro y calcetas negras con detalles en blanco; el de visitante era un jersey blanco con dos franjas verticales negras en el centro, short blanco y calcetas negras con detalles en blanco, mientras que el de uniforme de gala era un jersey negro con detalles en verde, blanco y rojo, haciendo referencia a la bandera de México, short negro y calcetas negras con detalles en blanco.

### Uniformes Anteriores
- 2020-2021

| Primer Uniforme | Segundo Uniforme |

## Mascota
En julio de 2020 el equipo lanza una convocatoria para diseñar la mascota oficial, se reciben 130 propuestas que se van eliminado entre los aficionados del equipo y da como resultado tres finalistas. En esta última etapa votan jugadores, aficionados, cuerpo técnico y directivos. El ganador final es la mascota "Axo" un ajolote diseñado por Jonathan Israel Carbajal García, se da a conocer el 18 de octubre de 2020 al final del partido contra Acapulco F.C.